# Анакена
Анакена — пляж с белым коралловым песком в национальном парке Рапа-Нуи на Рапа-Нуи (остров Пасхи), чилийском острове в Тихом океане. У Анакены два аху ; В Аху-Атуре есть один моаи, а в Аху Нао-Нао — семь, два из которых пришли в упадок. Здесь также есть пальмовая роща и автостоянка.
Анакена необычна для острова Пасхи тем, что это один из двух небольших песчаных пляжей на скалистом побережье.
Этот огромный пляж с белым песком, расположенный на севере острова, образовался в нетипичной для острова бухте, где большая часть побережья скалиста и образована чёрными вулканическими породами.

## Легенда и история
Согласно островным устным традициям, Анакена была местом высадки Хоту Матуа, полинезийского вождя, который возглавил здесь поселение на двух каноэ и основал первое поселение на Рапа-Нуи.
зже это был церемониальный центр, где островитяне читали с досок Ронго-ронго.
Анакена фигурировал в культе Тангата ману или Человека-птицы, поскольку в годы, когда новый Человек-Птица был из западных кланов, он заканчивал свои празднования в Анакене.

## Археология
Современная археология обнаружила следы человеческого поселения в Анакене ещё в 1200 году нашей эры, хотя лингвистический и другой анализ указывает на диапазон дат первого поселения Рапа-Нуи между 300 и 1200 годами нашей эры.
Анакена была местом нескольких археологических раскопок, в том числе раскопок Кэтрин Рутледж в 1914 году, а также Уильяма Маллоя и Тура Хейердала в 1950-х годах, и оба её ахуса были восстановлены.

## Популярная культура
Анакена использовалась как одна из локаций для съёмок фильма Кевина Рейнольдса 1994 года «Рапа-Нуи».